# Denez Prigent
Denez Prigent (fonetiskt:ˈdẽːnes ˈpriːʒẽn(t)) född 17 februari 1966 i Santec i Finistère, är en fransk folkmusiker inom de traditionella bretanoska musikstilarna gwerz och kan ha diskan
Han debuterade som 16-åring då han sjöng a cappella, men rörde sig mer mot modern elektronisk musik. Han har uppträtt i Frankrike och internationellt, många gånger i samarbete med andra musiker. Till dags dato har han spelat in sex studioalbum (varav ett samlingsalbum) och ett livealbum.
Hans musik förekommer i många filmer. Till skillnad från den absoluta majoriteten av musiker sjunger han inte mycket om den-stora-kärleken utan han har istället sjungit om folkmord, miljöförstöring, orättvisor, genmodifierade grödor och prostitution. 

## Diskografi
Studioalbum
- 1992 : Ha daouarn (kassett)[1]
- 1993 : Ar gouriz koar (återutgiven 1996)
- 1997 : Me 'zalc'h ennon ur fulenn aour
- 2000 : Irvi
- 2003 : Sarac'h
- 2015 : An enchanting garden - Ul liorzh vurzudhus
- 2018 : Mil hent - Mille chemins
- 2021 : Stur an Avel
- 2022 : Ur mor a zaeloù

Konsertalbum
- 2002 : Live holl a-gevret
- 2016 : A-unvan gant ar stered - In unison with the stars
- 2020 : Trañs (Denez teknoprojekt)